# Leonid Ivanov
Leonid Guennádievich Ivanov, (nacido el 28 de febrero de 1944 en San Petersburgo, Rusia y fallecido el 10 de junio de 2010 en la misma ciudad) fue un jugador de baloncesto soviético. Consiguió 1 medalla en competiciones internacionales con la Unión Soviética.